# Anders Anton von Stiernman

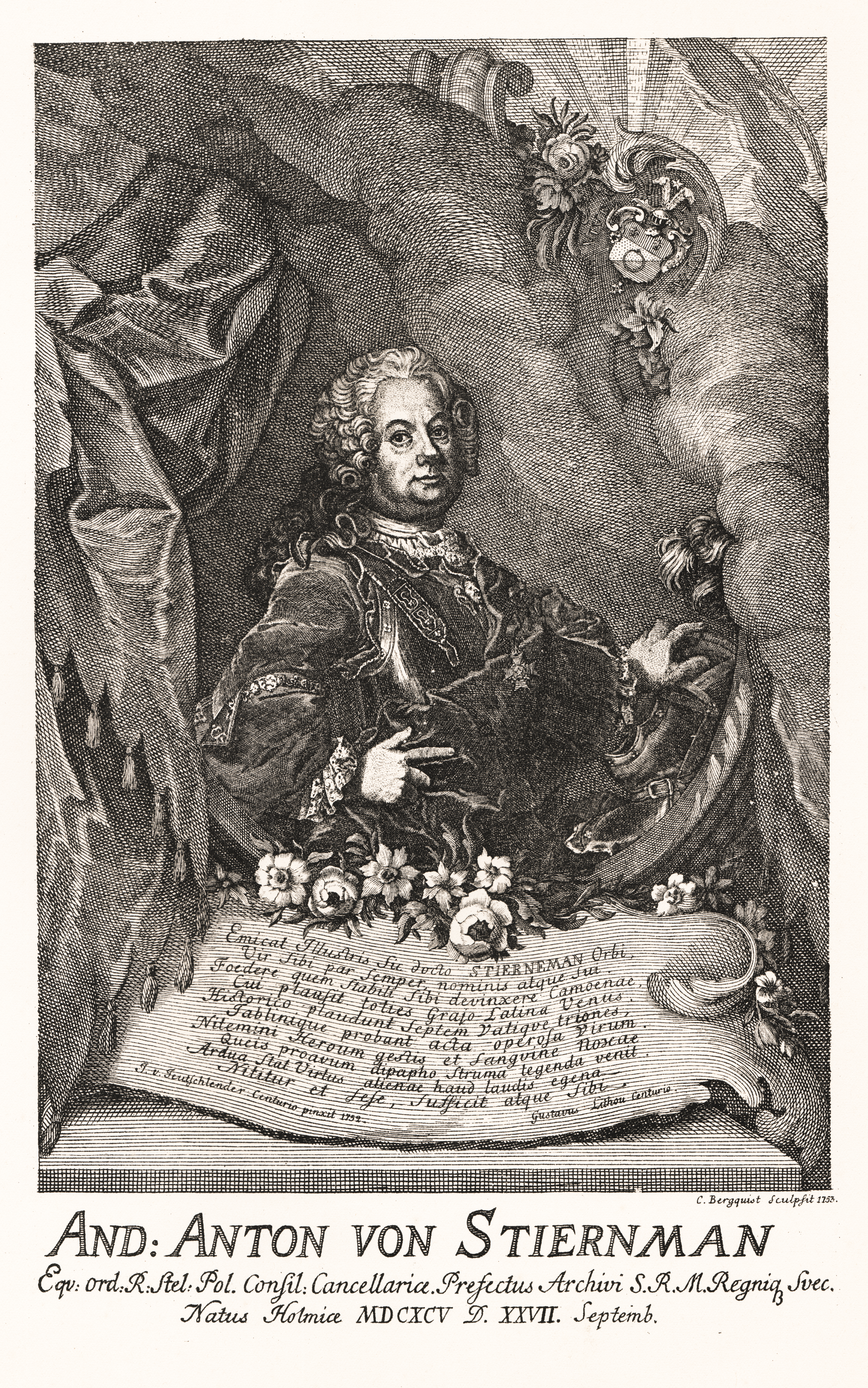
von Stiernman på ett kopparstick från 1753.

Anders Anton von Stiernman, född 27 september 1695 i Stockholm, död där 2 mars 1765, var en svensk historisk forskare och samlare.

## Biografi
Han hette egentligen From, men antog namnet Stiernman efter sin styvfar. Han gifte sig 1732 med Anna Catharina Wefverstedt, och deras dotter Andreetta Catharina gifte sig 1766 med biskop Olof Celsius d.y.
Sedan han 1715 blivit student vid Uppsala universitet, tvekade han en tid i valet mellan den prästerliga och den militära banan, men kom slutligen att ägna sig åt historiska studier, som han fick intresse för under sin anställning som informator hos hovmarskalken, sedermera presidenten Gustaf Rålamb, vars bibliotek och samlingar stod till hans förfogande. År 1718 ingick han som e.o. kanslist i Antikvitetsarkivet, men kom sedermera över till Riksarkivet, där han 1723 blev e.o. och 1725 ordinarie registrator.
Under tiden hade han gjort forskningsresor 1722 till Köpenhamn och 1724 till östersjöprovinserna. I Riksarkivet befordrades han 1732 till aktuarie och 1740 till sekreterare, d.v.s. arkivets föreståndare. År 1743 upphöjdes han i adligt stånd med namnet von Stiernman, kallades 1745 till ledamot av Vetenskapsakademien och erhöll 1747 kansliråds titel. År 1750 insattes han i den s.k. förkortningskommissionen, som hade till uppgift att undersöka, hur onödig vidlyftighet i skrivande inom förvaltningen skulle kunna undvikas. Efter sitt adlande deltog han därjämte flitigt i riksdagsarbetet som ledamot av ridderskapet och adeln samt invaldes flera gånger i olika riksdagsdeputationer. Han blev snart allmänt känd i den lärda världen både inom och utom landet som författare och utgivare av en mängd lärda verk.
Bland Stiernmans arbeten märks till en början flera urkundspublikationer: Alla riksdagars och mötens besluth (del 1-3, 1728-33, bihang 1743), omfattande tiden 1521-1731; Samling utaf kongliga stadgar, bref och förordningar angående religion (1744) för tiden 1563-1735, Samling utaf kongl. bref, stadgar och förordningar etc. angående Sveriges rikes commerce, politie och œconomie (del 1-6, 1747-75, de båda sista delarna utgivna postumt), för tiden 1523-1718.
En annan grupp av Stiernmans verk utgörs av hans bibliografiska och biografiska arbeten: Aboa literata (1719), innehållande förteckning över skrifter, som utgetts vid Kungliga Akademien i Åbo, översikt av dess historia samt förteckning över professorer m.m., Anonymorum centuria prima ex scriptoribus gentis sviogothicæ (1724) och dess fortsättning Centuria secunda anonymorum nec non decas prima pseudonymorum (1726, fortsättning i handskrift), Bibliotheca suiogothica (del 2, tiden 1600-32, tryckt 1731; delarna 1 samt 3-7 föreligger i handskrift), Svea och Götha höfdingaminne (del 1, 1745, omtryckt 1836, del 2 utgiven 1835 av Bror Emil Hildebrand), Matrikel öfver Svea rikes ridderskap och adel (del 1-2, 1754-55), Svenska landtmarskalkars historia (tryckt i "Det svenska biblioteket" 1759-62).
Han utgav även andra författares verk, försedda med bibliografiska, historiska och genealogiska anmärkningar De viktigaste är: "Konung Johan den III:es chrönika" av Aegidius Girs (1745), "Konung Sigismunds och konung Carl den IX:des historier" av Jonas Werving (del 1-2, 1746-47) samt "Konung Erics den XIV:des historia" av Erik Jöransson Tegel (1751).
På hösten 1758 fungerade Stiernman som preses i Vetenskapsakademien och höll vid presidiets nedläggande ett Tal om de lärda vetenskapers tillstånd i Svea rike under hedendoms- och påfvedömstiden (tryckt 1759), den första utförligare framställningen på svenska av Sveriges medeltidslitteraturs historia. Redan tidigt hade han uppträtt som vitterhetsidkare, bland annat med ett Fröjdetal på latinsk vers vid Fredrik I:s kröning.
I handskrift efterlämnade Stiernman, utom otryckta delar av redan nämnda arbeten, bl.a. stora samlingar rörande adeln under titeln Suecia illustris (genealogiska tabeller, biografiska uppgifter m.m., 27 band i folio). Hans manuskript förvärvades efter hans död av Uppsala universitetsbibliotek dels genom inköp, dels genom donation av hans måg Olof Celsius.